# Mbugu
El mbugu és una llengua afroasiàtica pròpia d'Usambara, a Tanzània. Segons un sondeig de 1997, té uns set mil parlants. És una llengua desconeguda pels lingüistes. L'únic que s'ha pogut provar és que es tracta d'una llengua híbrida entre el shambala, el pare i altres llengües del grup llengües bantus.